# Parafia św. Katarzyny w Przespolewie Kościelnym
Parafia świętej Katarzyny w Przespolewie Kościelnym – parafia rzymskokatolicka znajdująca się w diecezji kaliskiej, w dekanacie Koźminek.